# Rio Pinhal
Rio Pinhal är ett vattendrag i Brasilien.   Det ligger i delstaten Paraná, i den södra delen av landet, 1 100 km söder om huvudstaden Brasília.
I omgivningarna runt Rio Pinhal växer i huvudsak städsegrön lövskog. Runt Rio Pinhal är det glesbefolkat, med 19 invånare per kvadratkilometer.